# 마이링겐
마이링겐(독일어: Meiringen)은 스위스 베른주 인터라켄-오버하슬리에 있는 행정구역이다. 마이링겐 마을 외에도 발름, 브뤼니겐, 아이젠볼겐, 하우젠, 프라스티, 산드, 슈타인, 운터바흐, 운터하이돈, 뷜렐리, 야운 등의 마을이 있다.
라이헨바흐 폭포로 유명하다. 이 폭포는 아서 코난 도일 경의 가상의 탐정 셜록 홈즈와 그의 숙적 모리아티 교수 사이의 최후의 결전 장소였다. 이 마을은 머랭이 처음 만들어진 곳이라는 주장으로도 알려져 있다.
시 문장에는 노란 들판에 검은 독수리가 그려져 있다. 이전에는 오버하슬리 탈샤프트의 문장이었던 이 디자인은 제국 문장을 계승한 것이다.

## 지리

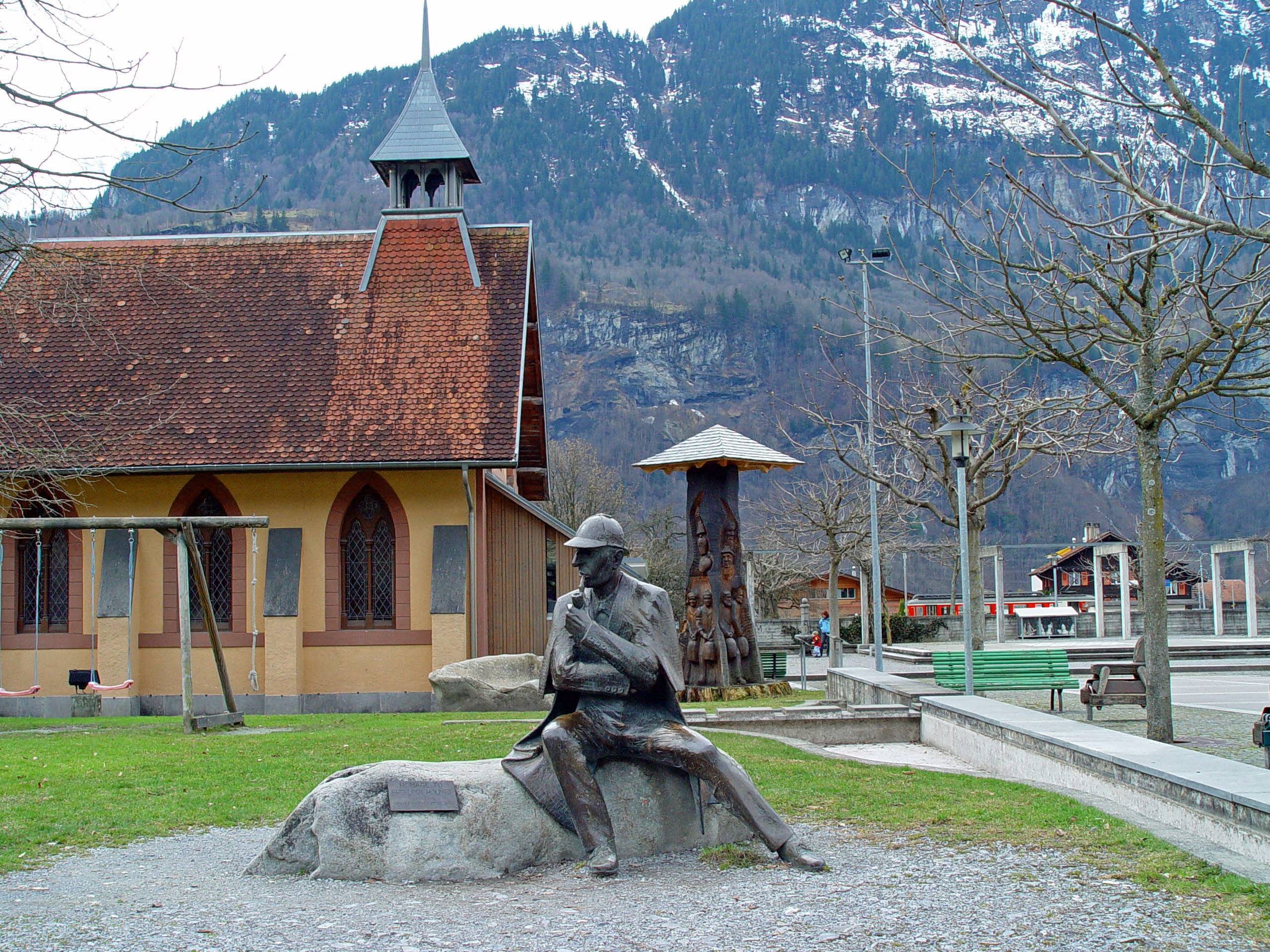
홈즈의 동상과 성공회 교회

마이링겐은 베른고원의 동부에 위치하며, 브리엔츠호 상류에 위치한다. 샤르너 계곡으로 가는 브뤼닉 고개, 엥겔베르크로 가는 요흐 고개, 로이스강 상류로 가는 수스텐 고개, 론강 계곡으로 가는 그림젤 고개, 스위스 남부로 가는 그로세 샤이덱 고개에서 그린델발트로 가는 고개 등 여러 고개의 산기슭에 놓여 있다.
아레강의 오른쪽 둑에 있는 마이링겐은 해발 600m에서 1,008m의 브뤼닉 고개까지 솟아 있으며, 그 너머 빌러호른(Wilerhorn) 경사면의 1,375m 지점까지 뻗어 있다. 왼쪽 둑은 알프스산맥까지 뻗어 있으며 벨호른 정상에서 해발 3,191m에 이른다. 계곡에는 마이링겐 마을, 산트, 슈타인, 아이젠볼겐, 하우젠, 발트바흐, 운터하이든, 브뤼닉 고개의 브루니겐 마을, 계곡 위 경사면에 있는 프라스티, 자운, 빌레리 마을이 포함된다.
면적은 40.59km2(2009년 기준) 전체 면적의 43.7%인 17.75km2가 농업용이며, 32.7%인 13.27km2가 산림용이다. 나머지 토지 중 3.04km2(7.5%)는 주거지(건물 또는 도로), 0.53km2(1.3%)는 강 또는 호수, 6.09km2(15.0%)는 불모지이다.
건설 면적 중 주택과 건물이 3.1%, 교통 인프라가 3.3%를 차지했다. 전체 면적의 29.7%가 산림이고 1.4%는 과수원이나 작은 나무 군락으로 덮여 있다. 농경지 중 3.3%는 작물 재배에, 17.8%는 목초지, 22.5%는 고산 목초지에 사용된다. 시의 모든 물은 강과 개울에 의존한다. 비생산적인 지역 중 5.6%는 비생산적인 식물이고 9.4%는 식물에게 너무 바위가 많다.

## 역사

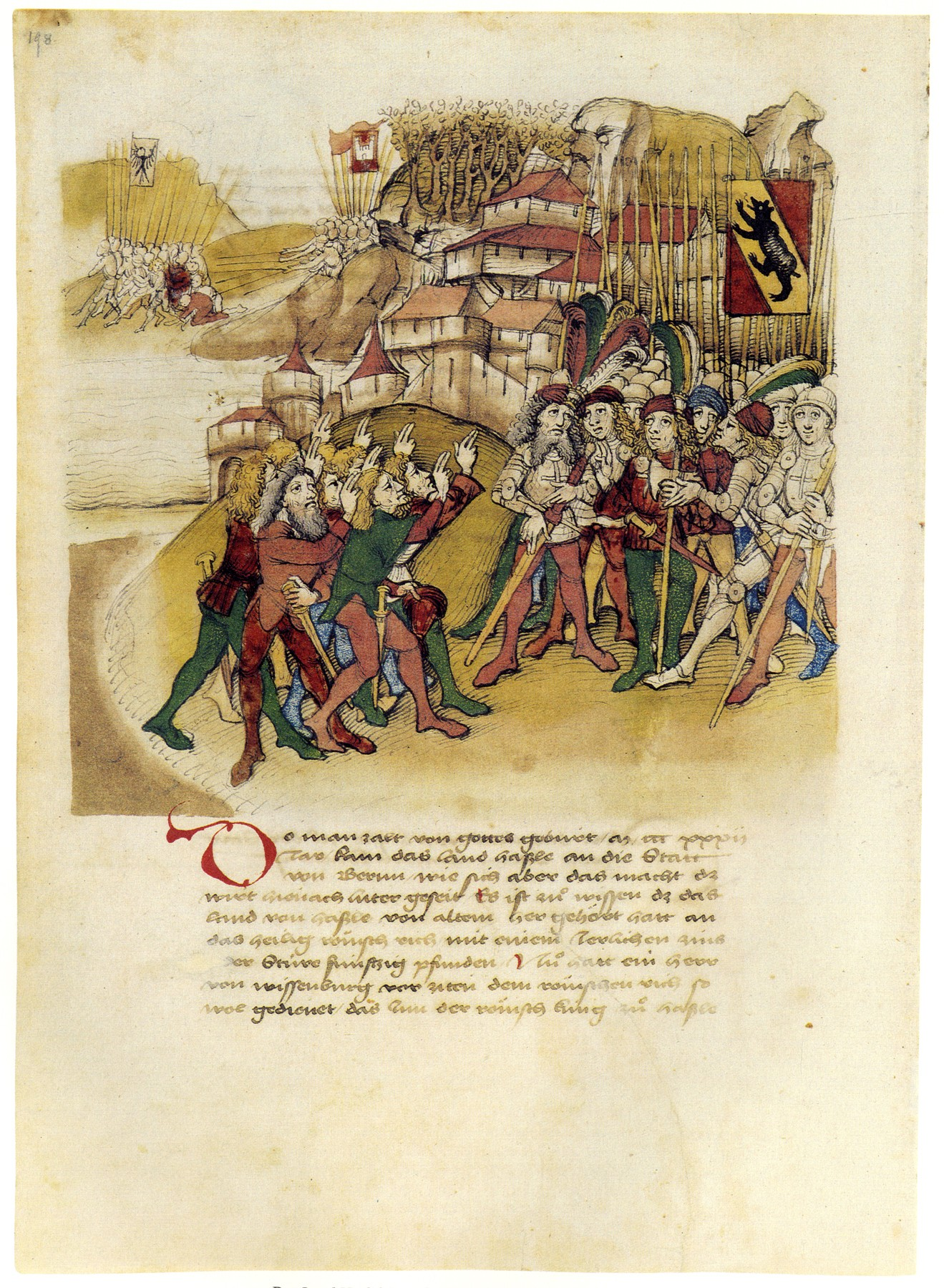
1334년 베른에 충성 맹세를 하는 하슬레 백성들, (슈피저 쉴링, 1480년대)

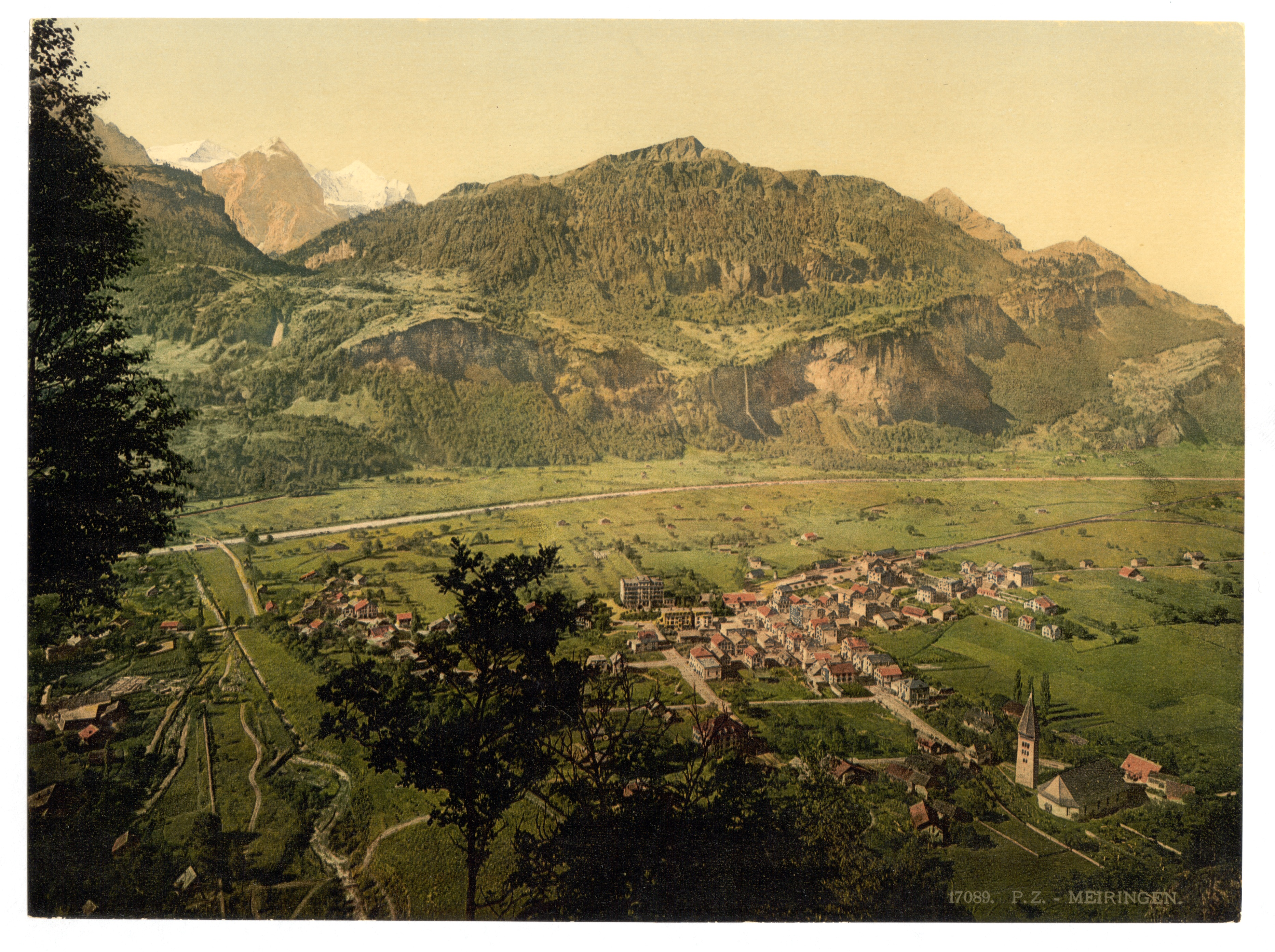
1900년 마이링겐

조감 (1956)

마이링겐은 1234년에 마기링긴(Magiringin)으로 처음 언급되었다. 여러 고갯길의 기슭에 위치한 전략적인 위치 때문에, 마이링겐 주변 지역은 적어도 중세 전기에 정착했다. 최초의 마을 교회는 9세기 또는 10세기에 지어졌다. 그것이 홍수로 파괴되었을 때, 성당의 새로운 교회였다. 미카엘 (1234년에 처음 언급됨)은 옛 교회 위에 약 5m 높이에 지어졌다. 현재 성미카엘 교회는 15세기에 지어졌으며, 1683년에서 1684년에 보수를 거쳤다. 레스티투름 성은 13세기에 축조되었고, 브뤼닉 고개의 위구스 요새는 1333년에 처음 언급되었지만 나중에 파괴되었다.
마이링겐은 항상 주변 계곡(탈샤프트)의 하슬리 제국의 수도이자, 정치적 수도였다. 1275년 베른과 동맹을 맺었다. 1311년, 하슬리는 하인리히 7세에 의해 바이센부르크 가문에 넘겨졌다. 1334년 반란이 실패한 후, 하슬리는 명목상 베른으로 넘어갔지만 이전의 특권 대부분을 되찾았다. 1798년까지 오버하슬리의 수도였다. 1798년 프랑스 침공과 함께 헬베티아 공화국이 수립되면서 오버란트주의 오버하슬리의 수도가 되었고, 베른주의 오버하슬리 구의 수도가 되었다. 이 마을은 탈샤프트 평의회의 본거지였으며 지역 법원은 교회 마당 앞 교차로에 세워졌다. 오늘날 이곳은 여전히 베른 지방 정부의 본거지이지만, 많은 행정 사무소들과 지방 법원들은 인터라켄에 있다.
마이링겐은 1417년부터 매년 열리는 시장을 가진 유일한 시장 도시였다. 1490년에 이곳은 주간 시장이 되었다. 롬바르디아의 저지대에서 온 상인들이 소, 말, 치즈를 사기 위해 이곳에 왔다. 브뤼닉, 그림젤, 수스텐, 요흐 고개 기슭에 위치한 마이링겐은 저지대에서 고갯길을 통한 무역의 중심지였다. 마이링겐 마을 밖에서는 19세기까지 농업이나 목축업이 주요 직업이었다. 원래는 계곡의 마을과 마을 사이에 6명의 농업협동조합(Böert)이 있었다.
1550년대에 아레강이 잇따라 범람하면서 발과 뷔르글렌의 계곡 바닥 마을이 파괴되었고, 둘 다 버려졌다. 1762년 옛 마을인 운터하이트가 아레강이 물길을 바꾸면서 파괴되었다. 1734년 강을 막기 위해 알프바흐 방벽이 세워졌지만, 이 문제는 1866-80년 아레강 물길 보정 프로젝트가 끝날 때까지 해결되지 않았다.
1800년 이후의 인구 증가는 빈곤으로 이어졌고 많은 사람들이 미국으로 이민을 떠났다. 1880년에 시작된 관광의 성장은 계곡에 새로운 부를 가져다주었다. 브뤼닉(1859-61년), 그림젤(1847-94년), 수스텐(1939-46년)을 지나는 길에 관광객의 발길이 잦아졌다. 1888년 브뤼닉 철도가 개통돼 관광객들이 계곡으로 쉽게 들어올 수 있었다. 1879년과 1891년에 일어난 화재 이후, 마을의 많은 부분이 관광객들을 염두에 두고 재건되었다. 1913년 마이링겐은 500개의 침대를 가진 18개의 호텔을 가지고 있었다. 1912년 마이링겐-라이헨바흐-아레스클루흐트 트램이 건설되어 마을을 라이헨바흐 폭포와 아레 협곡으로 연결하였다.
1892년, 아서 코난 도일 경은 마이링겐 외곽에 있는 라이헨바흐 폭포를 방문했고, 추리소설 《마지막 사건》(The Final Problem)에서 이 폭포를 셜록 홈즈와 모리아티 교수 사이의 투쟁의 배경으로 사용했다.
제2차 세계 대전 동안 관광 산업은 붕괴되었고, 연방 정부는 운터바흐 군비행장, 연방 무기고, SBB 차고, 오버하슬리 AG 및 병원에 발전소를 개설하여 일자리를 창출하였다. 1968년에 시립박물관이 설립되었고 1991년에 셜록 홈즈 박물관이 문을 열었다.

## 인구

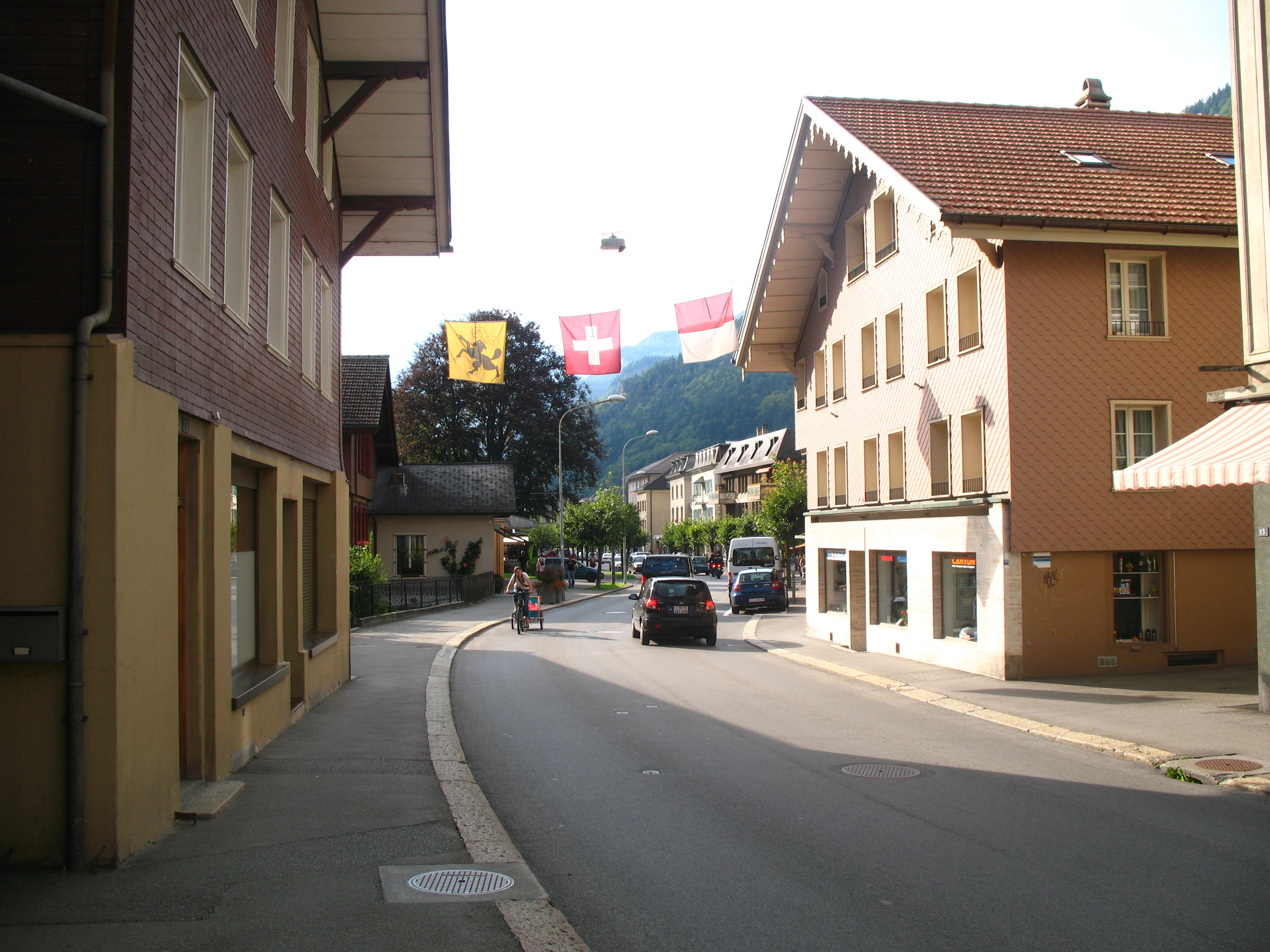
마이링겐의 주거지인 루덴츠

마이링겐의 인구는 4,666명이다. 2010년 기준으로, 인구의 14.2%가 거주 외국인이다. 지난 10년(2000-2010) 동안 인구는 -2.1%의 비율로 변화했다. 이주는 -0.2%를 차지했고 출생과 사망은 -0.9%를 차지했다.
인구의 대부분이 독일어(4,190명, 88.7%)를 모국어로 사용하며 세르보크로아트어가 두 번째(120명, 2.5%), 포르투갈어가 세 번째(77명, 1.6%)이다. 프랑스어를 구사하는 43명, 이탈리아어를 구사하는 62명, 로만슈어를 구사하는 2명이 있다.
2008년 기준으로 인구는 남성 48.7%, 여성 51.3%이다. 인구는 1,888명의 스위스 남성(전체 인구의 41.2%)과 342명의 비스위스계 남성(7.5%)으로 구성되어 있다. 스위스 여성은 2,044명(44.6%), 비스위스계 여성은 309명(6.7%)이었다. 2000년에는 마이링겐에서 태어난 1,761명(약 37.3%)이 거주했다. 1326명(28.1%)이 같은 주에서 태어났으며, 720명(15.2%)은 스위스 외 지역에서 태어났다.
2000년 기준으로 어린이와 청소년(0-19세)은 전체 인구의 23.9%를 차지하며, 성인(20-64세)은 58.9%, 노인(64세 이상)은 17.2%를 차지한다.
2000년 기준으로, 이 지방 자치체에는 1,940명의 미혼자와 결혼하지 않은 사람들이 있다. 기혼자는 2,222명, 미망인 또는 미망인 356명, 이혼한 사람은 205명이었다.
2000년 기준으로, 자치체에는 1,968명의 민간 가구가 있으며, 가구당 평균 2.2명이 거주하고 있다. 1인 가구 695가구, 5인 이상 가구 114가구였다. 2000년에는 총 1,893가구(전체의 81.6%)가 영구 입주했으며, 계절별 입주 아파트 337가구(14.5%)와 90가구(3.9%)가 비어 있었다. 2009년 기준 신규 주택 건설률은 주민 1000명당 2.2가구이다.[2] 2010년 시의 공실률은 0.28%였다.
과거의 인구는 다음과 같다.

## 관광

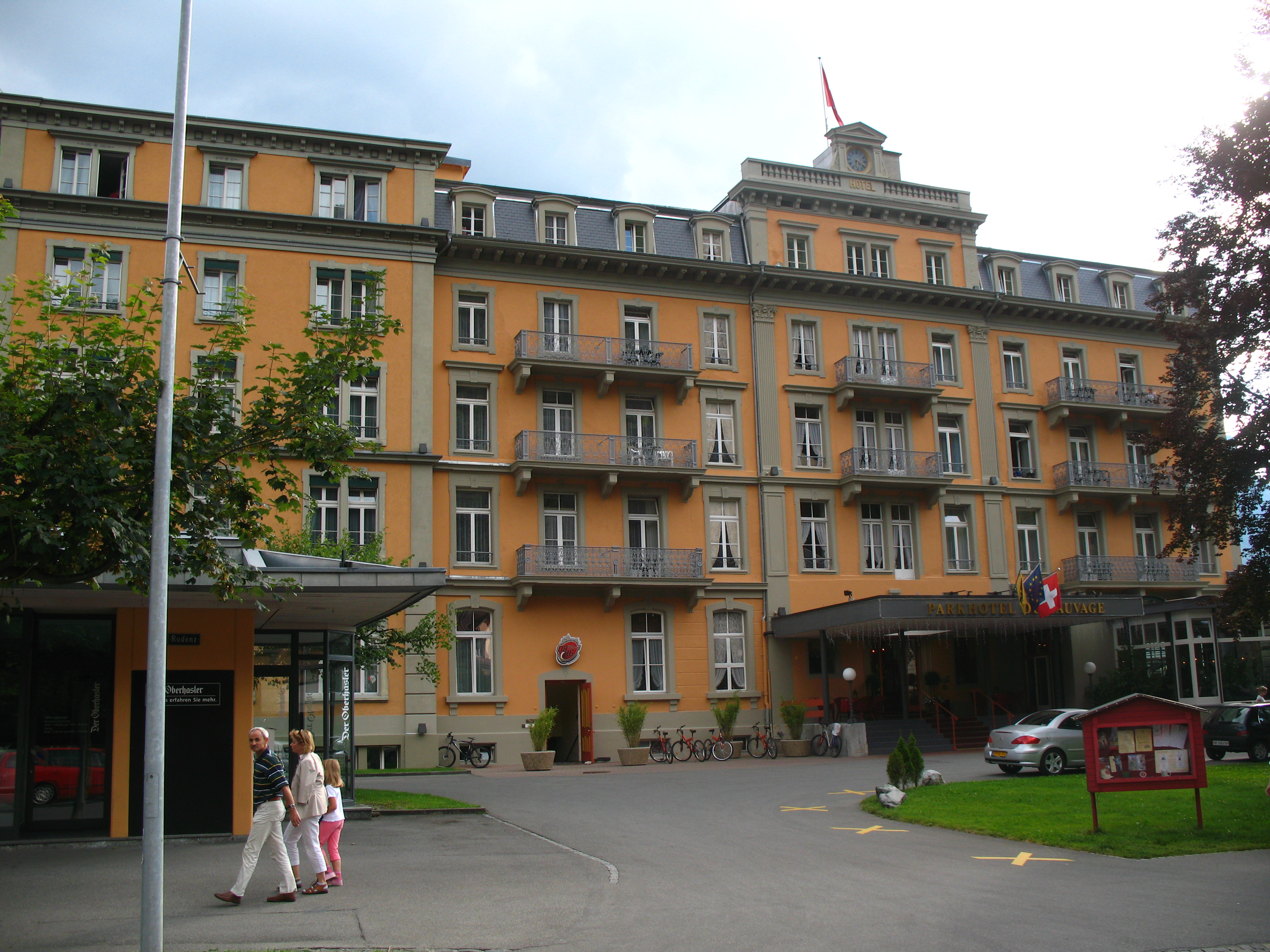
Hotel Sauvage

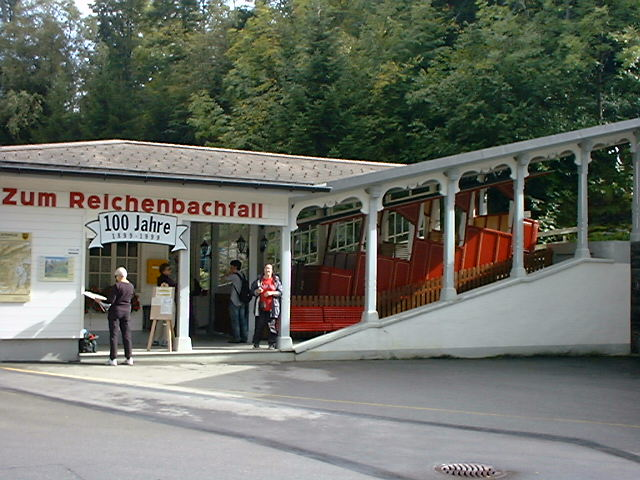
라이헨바흐 폭포 철도

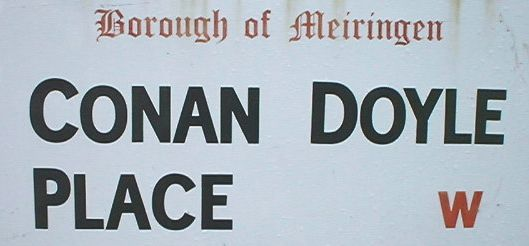
홈즈 박물관 밖의 거리 표지판

별채가 딸린 스위스 개혁 교회 건축물인 호텔 사우바게(Hotel Sauvage)와 라이헨바흐폴 반은 스위스 국가, 지역 중요 문화재 목록에 등재되어 있다. 도시화된 마이링겐 마을과 브뤼니겐 마을은 모두 스위스 문화유산의 목록에 있다.
파괴된 레스티투름 성은 마이링겐 중심부의 바로 동쪽에 위치해 있으며, 한때 마을을 통과하는 다양한 무역로를 지배했다.
현재 코난 도일 플레이스(Conan Doyle Place)라고 명명된 영국 교회의 지하에는 홈즈에게 헌정된 박물관이 있다. 이곳의 하이라이트는 런던 베이커 스트리트 221B에 있는 거실을 사실적으로 재현현 것이다. 이 박물관은 1991년 5월 아서 코난 도일 경의 작은 딸인 에어 캣데임 진 코난 도일(브로맷 부인)에 의해 공식적으로 개관되었다.

## 정치
2007년 연방 선거에서 가장 인기 있는 정당은 SVP로 41.85%의 득표율을 기록했다. 다음으로 인기 있는 3개 정당은 SPS (25.15%), FDP (12.54%), 녹색당 (11.29%)이었다. 연방 선거에서는 총 1,432표가 투표되었고, 투표율은 44.4%였다.

## 경제
2010년 현재 마이링겐은 1.9%의 실업률을 기록하고 있다. 2008년 기준으로 1차 경제 분야에는 186명이 종사하고 있으며, 72개의 사업체가 이 부문에 참여하고 있다. 2차 업종에는 528명, 이 업종에는 55개 사업장이 있었으며 3차 업종에는 1,762명이, 이 업종에는 202개 사업장이 종사하고 있다.
2008년, 총 정규직 일자리 수는 2,021개였다. 1차 부문의 일자리는 110개로 모두 농업 분야였다. 2차 부문의 일자리는 490개로 이 중 제조업 84개(17.1%), 광업 6개(1.2%), 건설업 369개(75.3%)가 가장 많았다. 3차 부문의 일자리 수는 1,421개였다. 3차 부문은 263명(18.5%)이 도소매 판매 또는 자동차 수리업, 174명(12.2%)이 물품 이동 및 보관업, 190명(13.4%)이 호텔 또는 식당업, 36명(2.5%)이 보험 또는 금융업, 93명(6.5%)이 기술 전문가 또는 과학자(56.9%)와 339명(3.9%)였다. 또는 23.9%가 건강관리에 있었다.
2000년에는 1,029명의 근로자가 시로 통근했고 560명의 근로자가 전출되었다. 지자체는 근로자 순수입국으로 한 명이 떠날 때마다 약 1.8명의 근로자가 지자체에 들어온다. 근로인구 중 10.6%가 대중교통을 이용해 출근했고, 36.8%가 자가용을 이용했다.

## 종교

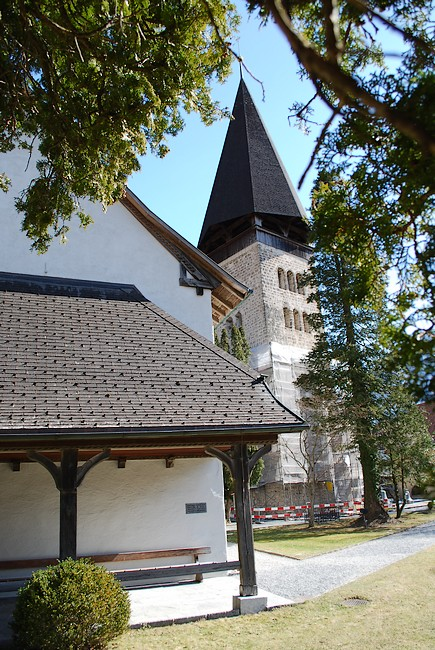
마이링겐 개혁 교회

2000년 인구조사에 따르면 로마 가톨릭 신자는 815명(17.3%)이며 스위스 개혁교회 신자는 3,134명(66.4%)이다. 나머지 인구 중 49명(약 1.04%)이 정교회 신자였고, 153명(약 3.24%)이 다른 기독교 교회에 소속되어 있었다. 유대인은 1명, 이슬람인은 153명(전 인구의 3.24%)이었다. 불교 신자 7명, 힌두교 신자 16명, 타 교회 소속 신자 2명 등 270명(전체 인구의 약 5.72%)이 무신론자이고, 194명(전체 인구의 약 4.11%)이 질문에 답하지 않았다.

## 교통

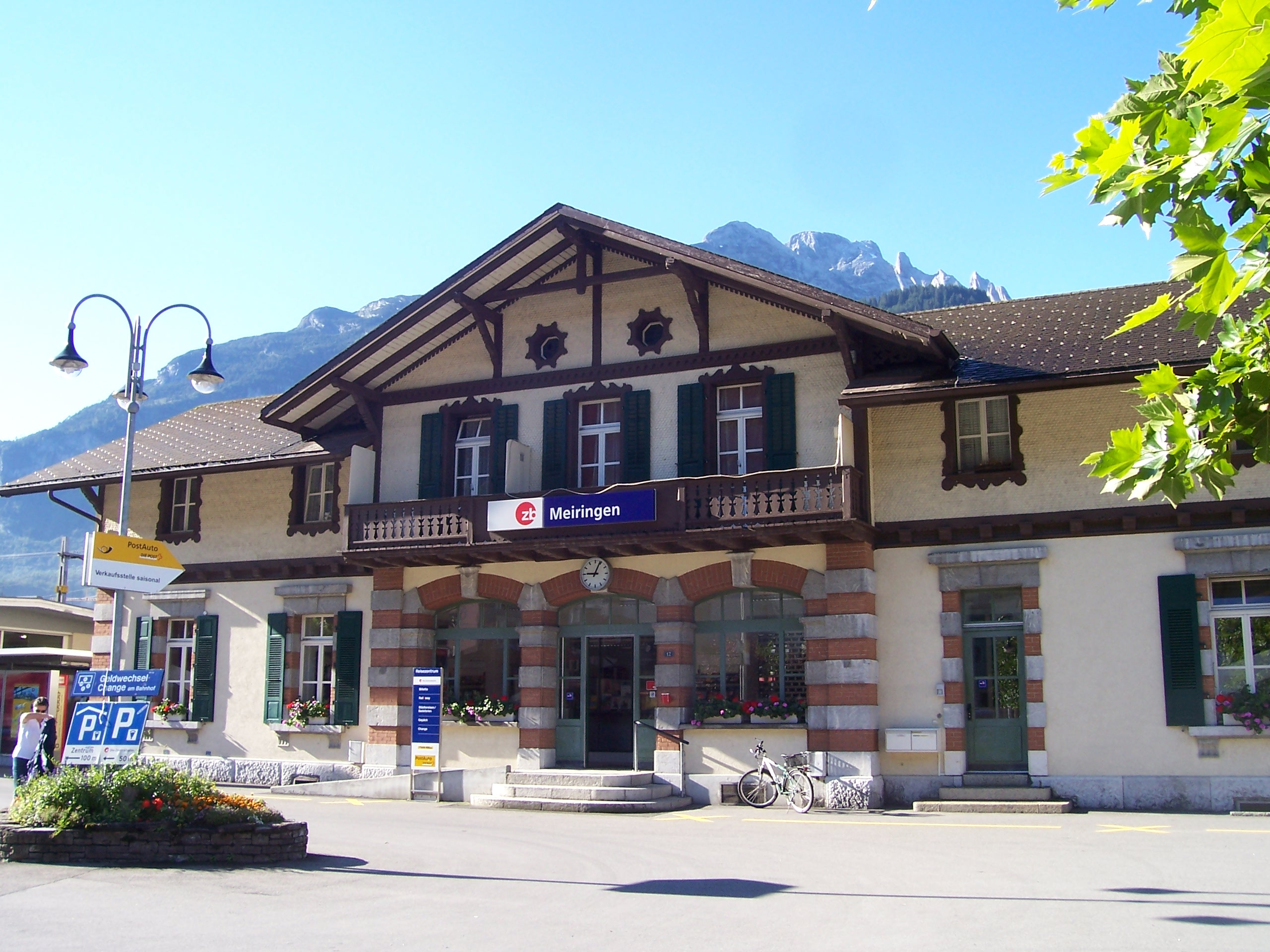
마이링겐역

마이링겐역은 인터라켄에서 루체른까지 이어지는 브뤼닉선의 마이링겐역이다. 같은 노선의 브뤼닉-하슬리베르크역도 브뤼닉 고개에 위치해 있다. 두 역 모두 인터라켄과 루체른 사이에 시간당 인터레기오 열차편이 운행되고 있으며, 마이링겐은 인터라켄에서 시간당 레이지오 철도의 종착역이기도 하다.
마이링겐역은 또한 지역 메이링엔의 종착역이기도 하다. 인너트키르헨 철도는 마을과 인근 마을인 인너트키르헨을 연결한다. 이 노선의 처음 두 중간역인 알프바흐역과 아레스클루흐트 서역도 시 경계 내에 있다.
라이헨바흐 폭포와 라이헨바흐 폭포를 연결하는 라이헨바흐 폭포 아래 종착역은 마이링겐역에서 도보로 20분, 버스로 6분 거리에 있다. 계곡 반대편에는 케이블카가 루티까지 운행되며, 그곳에서 곤돌라 리프트 시스템은 메기스알프를 경유하여 2,200m 이상의 플란플라텐까지 운행된다.
이 마을은 브뤼닉 고개에서 그림젤 고개로 연결되는 남서쪽의 두 도로 중 하나에 위치해 있다. 인터라켄에서 브뤼닉 고개로 향하는 남서쪽 접근로는 마을의 서쪽을 지나지만 시의 일부를 통과한다. 세 번째 길은 인터라켄에서 그림젤 고개와 수스텐 고개로 이어지는 경로를 제공하는 아레 계곡을 따라 이전의 두 도로와 합류한다.
마이링겐 공군기지는 스위스 공군의 3개 주요 공군기지 중 하나이다. 이곳은 아직도 정기적으로 항공기 동굴을 사용하는 유일한 스위스 공군 기지이다. 운터바흐에 위치해 있다. 다른 항공기들 중에서, 그것은 주로 F/A-18 호넷 전투기를 운용한다.

## 기후
이 지역은 5개월 평균기온이 10℃ 이상으로 겨울이 길고 강수량이 적고 습도가 낮다. 쾨펜의 기후 구분은 메이링엔의 기후를 온대 해양성 기후(Cfb)로 분류한다.
| 마이링겐 (1981–2010)의 기후 | 마이링겐 (1981–2010)의 기후 | 마이링겐 (1981–2010)의 기후 | 마이링겐 (1981–2010)의 기후 | 마이링겐 (1981–2010)의 기후 | 마이링겐 (1981–2010)의 기후 | 마이링겐 (1981–2010)의 기후 | 마이링겐 (1981–2010)의 기후 | 마이링겐 (1981–2010)의 기후 | 마이링겐 (1981–2010)의 기후 | 마이링겐 (1981–2010)의 기후 | 마이링겐 (1981–2010)의 기후 | 마이링겐 (1981–2010)의 기후 | 마이링겐 (1981–2010)의 기후 |
| 월                          | 1월                         | 2월                         | 3월                         | 4월                         | 5월                         | 6월                         | 7월                         | 8월                         | 9월                         | 10월                        | 11월                        | 12월                        | 연간                        |
| --------------------------- | --------------------------- | --------------------------- | --------------------------- | --------------------------- | --------------------------- | --------------------------- | --------------------------- | --------------------------- | --------------------------- | --------------------------- | --------------------------- | --------------------------- | --------------------------- |
| 일평균 최고 기온 °C (°F)    | 2.5 (36.5)                  | 4.6 (40.3)                  | 9.4 (48.9)                  | 13.8 (56.8)                 | 18.6 (65.5)                 | 21.2 (70.2)                 | 23.4 (74.1)                 | 22.5 (72.5)                 | 18.6 (65.5)                 | 14.2 (57.6)                 | 7.8 (46.0)                  | 3.1 (37.6)                  | 13.3 (55.9)                 |
| 일일 평균 기온 °C (°F)      | −1.4 (29.5)                 | 0.1 (32.2)                  | 4.3 (39.7)                  | 8.4 (47.1)                  | 12.9 (55.2)                 | 15.7 (60.3)                 | 17.7 (63.9)                 | 17.0 (62.6)                 | 13.5 (56.3)                 | 9.3 (48.7)                  | 3.7 (38.7)                  | −0.2 (31.6)                 | 8.4 (47.1)                  |
| 일평균 최저 기온 °C (°F)    | −4.4 (24.1)                 | −3.5 (25.7)                 | 0.0 (32.0)                  | 3.5 (38.3)                  | 7.7 (45.9)                  | 10.8 (51.4)                 | 12.7 (54.9)                 | 12.3 (54.1)                 | 9.2 (48.6)                  | 5.4 (41.7)                  | 0.5 (32.9)                  | −2.9 (26.8)                 | 4.3 (39.7)                  |
| 평균 강수량 mm (인치)       | 89 (3.5)                    | 84 (3.3)                    | 100 (3.9)                   | 94 (3.7)                    | 138 (5.4)                   | 153 (6.0)                   | 155 (6.1)                   | 169 (6.7)                   | 109 (4.3)                   | 88 (3.5)                    | 99 (3.9)                    | 97 (3.8)                    | 1,375 (54.1)                |
| 평균 강설량 cm (인치)       | 35.7 (14.1)                 | 37.4 (14.7)                 | 22.7 (8.9)                  | 4.7 (1.9)                   | 0.4 (0.2)                   | 0 (0)                       | 0 (0)                       | 0 (0)                       | 0 (0)                       | 1.1 (0.4)                   | 14.3 (5.6)                  | 29.3 (11.5)                 | 145.6 (57.3)                |
| 평균 강수일수 (≥ 1.0 mm)    | 10.2                        | 9.5                         | 11.5                        | 10.5                        | 12.8                        | 14.1                        | 13.5                        | 13.6                        | 10.4                        | 9.9                         | 10.5                        | 10.9                        | 137.4                       |
| 평균 강설일수 (≥ 1.0 cm)    | 5.3                         | 5.2                         | 4                           | 1.2                         | 0.2                         | 0                           | 0                           | 0                           | 0                           | 0.1                         | 2.3                         | 4.5                         | 22.8                        |
| 평균 상대 습도 (%)          | 84                          | 80                          | 75                          | 72                          | 75                          | 77                          | 78                          | 80                          | 82                          | 83                          | 83                          | 85                          | 80                          |
| 출처: MeteoSwiss            |                             |                             |                             |                             |                             |                             |                             |                             |                             |                             |                             |                             |                             |